# Cofidis
Cofidis Group è un gruppo internazionale che opera nel settore del credito al consumo con più di 30 milioni di clienti in 9 Paesi Europei: Francia, Spagna, Portogallo, Belgio, Italia, Repubblica Ceca, Polonia, Ungheria e Slovacchia.
Cofidis è stata fondata come società finanziaria a distanza nel 1982 in Francia.
Il suo azionista di maggioranza è Crédit Mutuel Alliance Fédérale, che dal 2020 ha assunto lo status di Entreprise à Mission: essere un’impresa con una missione significa ripensare il posto del business nella società e includere nel proprio statuto anche le ambizioni sociali e ambientali.

## Gli sviluppi di Cofidis in Italia
Cofidis Italia nasce nel 1996 come specialista del credito a distanza e da oltre 25 anni offre supporto ai clienti con le sue soluzioni di credito e di pagamento 100% online. 
Il suo modello di business è tripartito nelle aree: Consumer, Business e Banche.
Gli sviluppi principali di Cofidis sono i seguenti:
- nel 1996 viene implementa la prima soluzione di prestito via telefono in Italia;
- nel 2012 lancia per la prima volta la dilazione di pagamento tramite POS;
- nel 2019 lancia PagoDIL con lo SmartPOS;
- nel 2020 inizia la collaborazione con Amazon per gli acquisti a rate su Amazon.it;
- nel 2022 vengono lanciati: PagoDIL su e-commerce e la soluzione PagoCREDIT, una linea di credito per acquistare a rate negli store dei partner convenzionati.
- nel 2023 Cofidis Italia è passata da Cofidis S.p.a. a Cofidis S.A. in linea con la sua crescita

## Sport
Cofidis Group è impegnato nel ciclismo dal 1996.
L'impegno sportivo permette al gruppo di entrare in contatto con i propri clienti e di trasmettere i propri valori: impegno, fiducia, spirito di squadra, combattività e performance.
La squadra è composta da un team maschile, un team di paraciclisti e dal 2021 anche da un team femminile.
L'impegno di Cofidis per la disciplina va oltre la sponsorizzazione della squadra: le filiali del gruppo, in tutta Europa, supportano gare ed eventi legati al ciclismo durante tutto l'anno.